# György Mitró
Gyorgy Mitro (Hungría, 6 de marzo de 1930-4 de enero de 2010) fue un nadador húngaro especializado en pruebas de estilo libre, donde consiguió ser subcampeón olímpico en 1948 en los 4x200 metros.

## Carrera deportiva
En los Juegos Olímpicos de Londres 1948 ganó la medalla de plata en los relevos de 4x200 metros estilo libre, con un tiempo de 8:48.4 segundos, tras Estados Unidos y por delante de Francia; y también ganó el bronce en los 1500 metros estilo libre, con un tiempo de 19:43.2 segundos, tras el estadounidense James McLane y el australiano John Marshall.